# ۲۴۲ (قمری)
۲۴۲ (قمری)، دویست و چهل و دومین سال در گاهشماری هجری قمری است. اول محرم این سال برابر با چهاردهم مه سال ۸۵۶ میلادی است.